# Carga sellada
Carga sellada es un drama boliviano de 2015, dirigido por Julia Vargas-Weise. Fue seleccionado como la candidata boliviana para la mejor película de habla no inglesa en los 89.º Premios Óscar, pero no fue nominada.

## Elenco
- Gustavo Sánchez Parra como Mariscal.
- Luis Bredow como Agustín Klinger.
- Edwin Morales como Supervisor del Tren
- Fernando Arze como Antonio Urdimala.
- Daniela Lema como Tania Tintaya.
- Marcelo Nina como Choque.
- Prakriti Maduro como Nena.
- Otros

## Argumento
Una carga misteriosa de supuestos minerales tóxicos aparece en la planicie andina alertando a la población. El gobierno encarga a un ambicioso capitán de policía la misión secreta de deshacerse de ellos, desentendiéndose luego de su destino. A cargo de un grupo de policías y un maquinista anarquista (Luis Bredow), el recorrido de rutina se convierte en un viaje errante y trágico.
En la historia real, la carga tóxica enviada a Sudamérica y abandonada en los Andes bolivianos en 1995, es descubierta por los pobladores del lugar, alertándolos. El hecho fue difundido por la prensa a lo largo y ancho del país, causando molestia en la opinión pública. Se había importado basura tóxica para ser enterrada en el Altiplano boliviano.
A partir de la denuncia relacionada con la carga que transporta, el tren cruza el Altiplano sin  destino final. En la película, el maquinista, tres policías y una pasajera clandestina viajan llevando la carga que acaba siendo maldita. Entonces, buscan un destino en el altiplano, enfrentando ataques de pobladores enfurecidos, traiciones y desengaños. Viven al interior del tren una convivencia forzada. Finalmente, las decisiones que toman cambiarán el rumbo de sus vidas.

## Valoración del filme
“Carga Sellada” es una historia muy humana, de los que cargan con la autoridad cuando reconocen su humanidad, y aunque quieran seguir su cadena de mando el destino los lleva a hacer las cosas lo mejor que puedan, incluso desobedeciendo a esos ideales, según comenta la cineasta colombiana Karla Monge. También muestra la necesidad y cómo el ser humano se mueve alrededor de eso, y sobre todo, cómo un hecho puede cambiar nuestras vidas, hacernos recuperar lo que fuimos, o simplemente renacer de nuevo:

“Responde a una estructura clásica muy cuidada, por lo que no sorprende su postulación a grandes premios, aunque sí a festivales un poco menos ruidosos que los conocidos. (…).Una propuesta audiovisual que demuestra todo el esplendor del altiplano boliviano en su maravilloso invierno, pasando por Oruro, Vizcachani, Pazña, Rio Mulatos, Uyuni, Paria, y Machacamarca, y con la participación de sus propios pobladores, es una clara propuesta cinematográfica que da cuenta de la invaluable experiencia fotográfica de Vargas- Weise, aunque en las manos del también experimentado Milton Guzmán Gironda”.

## Premios
Además de postular como candidata por Bolivia en los Oscar, fue nominada en los Premios Goya 2017; y ganó el premio en la categoría Mejor Director en el Marbella International Film. Mejor Fotografía en el Erkuleni Film Festival 2016, el Premio Especial del Jurado en el  Festival Internacional de Cine de la India 2015, por “su humanidad, humor original contando un importante y absurdo tema político con inteligencia. Es brillante”; y ha participado en festivales internacionales como el American Film Institute, el Festival de La Habana, Festival de Gramado, y el Sprigfield Festival, entre muchos otros.